# Alexandra Mehnert
Alexandra Mehnert, née le 6 août 1974 à Magdebourg (RDA), est une femme politique allemande. Membre de l'Union chrétienne-démocrate d'Allemagne (CDU), elle est élue députée européenne le 9 juin 2024.

## Biographie

### Études et carrière professionnelle
Alexandra Mehnert obtient son diplôme de fin d'études secondaires à Magdebourg en 1993, puis étudie les sciences politiques, la sociologie et l'éducation à l'université Otto-von-Guericke de Magdebourg. Elle reçoit une bourse de la Fondation Konrad Adenauer, qui est liée à l'Union chrétienne-démocrate d'Allemagne (CDU) mais indépendante de celle-ci. En 1998, elle obtient un Master of Arts.
Après l'obtention de ce diplôme, elle travaille pour la Fondation Konrad Adenauer à divers postes. À partir de 1998, elle dirige le lycée professionnel de Schloss Wendgräben. Elle devient ensuite responsable du centre d'information Europe Direct à Magdebourg, géré par la même fondation.

### Carrière politique
En 1990, elle rejoint la Junge Union, l'organisation de jeunesse de la CDU et de son partenaire de coalition, l'Union chrétienne-sociale en Bavière (CSU). Elle adhère à la CDU en 1991 et à l'Association chrétienne-démocrate des employés (CDA), une organisation liée à la CDU, en 1993. Elle est cofondatrice de la Junge Union de Saxe-Anhalt et en a est la présidente de 1991 à 1994. Elle est membre du comité exécutif régional de la CDU de Saxe-Anhalt de 2000 à 2006, avant de reprendre cette fonction à partir de septembre 2023.
Elle est candidate sans succès aux élections européennes de 2004. Le 10 juin 2023, elle est choisie comme tête de liste de la CDU en Saxe-Anhalt pour les élections européennes de 2024. Le 9 juin 2024, elle est élue députée européenne. Elle rejoint le groupe du Parti populaire européen (PPE) et devient membre de la commission des transports et du tourisme.